# شو يوان
شو يوان (بالصينية: 徐媛) (17 نوفمبر 1985 - ) هي لاعبة كرة قدم صينية في مركز الهجوم، شاركت في الألعاب الأولمبية الصيفية 2008. وشاركت مع منتخب الصين الوطني لكرة القدم للنساء.

## وصلات خارجية
- شو يوان على موقع الاتحاد الدولي (مؤرشف)  (الإنجليزية)
- شو يوان على موقع قاعدة بيانات كرة القدم.إي يو (الإنجليزية)
- شو يوان على موقع أوليمبيديا (الإنجليزية)
- شو يوان على موقع اللجنة الأولمبية الصينية (الإنجليزية)